# 무주 한풍루
무주 한풍루(茂朱 寒風樓)는 대한민국 전북특별자치도 무주군 무주읍에 있는 조선시대의 누각이다. 1973년 6월 23일 전라북도 유형문화재 제19호로 지정되었다.
본래 무주읍내 앞 냇가에 위치했던 누각인데 조선 선조때 문신 임제가 호남의 삼한(三寒)인 무주 한풍루, 남원 광한루, 전주 한벽루 중에서도 으뜸으로 꼽으며 찬사를 아끼지 않았던 문화재다. 현판은 한석봉이 썼다고 전해지며, 수많은 묵객이 글과 그림으로 풍류를 즐기던 곳으로 당시 시대상과 문화상을 알 수 있는 건물이다.
임진왜란 때 불에 탄 것을 다시 세웠는데 일제강점기 때는 일본 군인들에 의해 영동군 양산면 금강 강변으로 옮겨져 금호루라는 현판이 걸렸다가 1971년 무주군민들이 현재의 위치로 옮겨 놓았다.

## 개요
무주 공설운동장 옆에 있는 누각으로, 옛날에 이름난 시인들이 와서 풍류를 즐기던 곳이다.
정확한 창건 연대는 알 수 없으나, 15세기 조선전기 문신 성임과 유순 등이 한풍루를 보고 쓴 시와 『신증동국여지승람』 등 여러 기록을 통해 조선 초기부터 존재해 왔음을 알 수 있고, 임진왜란(1592) 당시 전소된 이후 다시 건립된 것을 확인할 수 있다.
조선 선조 25년(1592) 임진왜란으로 불탄 것을 선조 32년(1599)에 다시 지었다. 일제시대에는 불교를 널리 알리는 근거지로 사용되다가 영동군 양산 강변으로 옮겨져 금호루라 이름을 바꾸었다. 1971년 무주 사람들이 지금의 위치로 옮겼다.
정면 3칸, 옆면 2칸의 중층 누각 팔작지붕 건물로 이익공 양식 등의 특성을 보이고 있어 조선 후기 관아누정 격식에 충실하게 건축되었다. 누하층에 평주 설치, 누하주와 누상주의 비례와 흘림 수법, 대량의 항아리보 치목, 추녀에 강다리 설치 등의 건축적 요소에서 구조적 안정감과 미적가치를 고려한 무주 한풍루만의 건축적 특이성을 볼 수 있다.
또한, 목재 연륜 연대 분석을 통해 16~17세기 중수 당시 기둥과 창방 등 주요 목부재가 확인되어 진정성 있는 복원이 이루어졌다는 점과 임진왜란 전후의 중수와 복설, 일제강점기 훼철될 위기에 있던 건물을 원래의 모습과 자리로 되찾으려 한 무주군민의 애환이 담긴 점, 우리나라 몇 안 되는 중층 관영 누각으로 17세기 시기적 특성이 잘 나타나 있는 점 등 역사, 건축, 학술적 가치가 크다고 판단된다.

## 주해
1. ↑  익공이란 기둥 위에서 전면으로 조각한 부재를 내민 부재(쇠서)를 놓아 꾸민 건축양식을 말한다.
2. ↑  누하주와 누상주는 각각 누각에서 마루 밑과 위에 세우는 기둥을 말한다.
3. ↑  흘림이란 기둥의 굵기를 밑동에서 꼭대기까지 조금씩 달라지게 하는 일을 말한다.
4. ↑  항아리보란 보의 단면형상은 둥글고 아래는 소로폭으로 좁혀진 보로 마치 항아리와 닮은 형태를 말한다.
5. ↑  강다리란 추녀의 처짐을 막기 위해 추녀의 위쪽 뿌리부분에 중도리 밑까지 구멍을 뚫어 꽂는 괴목과 같은 단단한 나무를 말한다.

## 참고 자료
- 무주한풍루 - 국가유산청 국가유산포털
- 이 문서에는 문화재청에서 공공누리 제1유형으로 배포된 자료를 바탕으로 한 내용이 포함되어 있습니다.